# CHOI-FM
Cet article concerne la station de la ville de Québec. Pour les autres stations CHOI Radio X, voir Groupe Radio X.
CHOI-FM (ou CHOI Radio X) est une station de radio FM qui diffuse sur la fréquence 98,1 MHz sur la bande FM à Québec, au Québec. Localement, elle est mieux connue sous le nom de Radio X, en référence à la « Génération X ». Autrefois la propriété de Genex Communications, elle appartient à RNC Media depuis 2006. La station est dirigée par Philipe Lefebvre.

## Historique
CHRC Ltée, propriétaire de la station CHRC-AM a lancé CHRC-FM le 1er novembre 1949 à la fréquence 98,1 MHz avec une puissance de 250 watts, puis à 595 watts en 1957. En 1965 la station diffusait en stéréo avec une puissance de 81 000 watts en offrant une programmation indépendante de CHRC-AM de midi à minuit. En 1976, CHRC-FM devient CHOI-FM. Le 7 août 1979, CHRC Ltee est rachetée par Télé-Capitale Ltée., qui est rachetée par Capital Radio Broadcasting Operations Inc. en 1985, qui est elle-même rachetée par Télémédia Communications Inc. en 1995. Puisque Télémédia possédait déjà la station CITF-FM dans la ville de Québec, elle a dû mettre CHOI-FM en vente.

### Acquisition par Genex Communications
En 1997, Télémédia vend 80 % de la station, dont 60 % acheté par Patrice Demers, président de Genex Communications et 20 % par Les Entreprises Octave; les 20 % restants demeurent propriété de Télémédia. En 1998, l’antenne fut légèrement déplacée et la puissance fut réduite à 40 000 watts. CHOI-FM change radicalement de format musical et éditorial, en allant à contre-courant de ce qui se fait à l’époque en créant le format Radio X. Après quelques années de vaches maigres, la station devient rentable, puis se hisse au sommet des habitudes d’écoutes dans son marché grâce à son morning show, Le Monde parallèle de Jeff Fillion.

## Conflit avec le CRTC
Avec les années, les prises de position la radio font de cette dernière la cible de différents groupes de pression, notamment les syndicats, les groupes féministes et le milieu artistique. Elle devient également partenaire d’une multitude d’événements et s’implique dans diverses causes sociales et communautaires, telles que la lutte contre la prostitution juvénile (malgré l'implication de Fillion et de Demers dans l'affaire du tournoi de golf érotique) et la sauvegarde de l’Agora de Québec.
Entre 1999 et 2001, le CRTC aurait reçu 47 plaintes relatives au contenu diffusé à CHOI, visant principalement le recours à un langage ordurier et à des attaques personnelles, de même que la tenue de concours discutables en ondes. Malgré des réticences initiales, le CTRC renouvelle en 2002 la licence de la station pour une durée de deux ans, au lieu des sept ans habituelles.
Jusqu’au 17 mars 2005, Jean-François Fillion est l’animateur vedette de la station. Les jours de semaine, le « morning man » anime, en compagnie de son équipe, Le monde parallèle de Jeff Fillion. Au fil des années, ses idées et opinions font de lui l’animateur de radio le plus écouté et le plus controversé à Québec. Il est poursuivi à de multiples reprises pour diffamation, en particulier envers des personnalités publiques du Québec.

## Animateurs
Parmi les animateurs-vedettes de la station, anciens et actuels, on compte Dominic Maurais (Maurais Live), Jeff Fillion (Fillion le midi), Denis Gravel (Gravel dans le retour), Yannick Marceau (Marceau Le soir et Last Call), Roby Moreault (Le show du matin week-end et Moreault en jase et sans détour), Dany Houle (DH en 90 minutes), Jean-Christophe Ouellet (Ouellet en direct), Josey Arsenault (Le retour de Radio X) et Christian Page (Radio X-Files).

## Affaire du tournoi de golf érotique
En juillet 2001, un tournoi de golf érotique impliquant de la prostitution juvénile est organisé au club de golf du Mont Tourbillon. CHOI Radio X en assure l’animation, en plus d’être un commanditaire. Patrice Demers et Jeff Fillion participent à l’événement, Demers ayant déjà participé à une édition précédente de l’événement. Claude Mailloux, qui a déjà participé à l’organisation d’événements tels que le concours des babydolls mouillés, Mlle mannequinjeunesse et le concours de strip-tease amateur, contribue à l’organisation de l’événement. En 2002, il sera arrêté dans le cadre de l’Opération Scorpion, qui vise le démantèlement d’un réseau de prostitution juvénile.
En février 2003, TVA diffuse un reportage dans lequel deux témoins anonymes, engagées pour servir de l’alcool, fournissent des informations sur le déroulement du tournoi. Le reportage suscite l’ire de Jeff Fillion; celui-ci incitera d'abord ses auditeurs à découvrir l’identité des témoins, puis révèle leur identité, leur adresse physique et leur adresse courriel. Elles seront la cible de harcèlement pendant plusieurs semaines. Pierre Jobin, présentateur de nouvelles à TVA et qui n’a pourtant pas participé au reportage, est également la cible de Fillion pendant une période de quatre ans à la suite de la diffusion du reportage, ce qui aura un effet négatif considérable sur son bien-être. Il décide de poursuivre Genex et Fillion en 2007, procès qu’il gagnera. En 2009, Patrice Demers et Fillion répliquent et poursuivent Jobin, soutenant que le lien établi entre CHOI Radio X et la prostitution est faux et que TVA a accordé une trop grande importance à la station de radio dans le reportage de TVA. La poursuite se solde par un échec; Demers avoue être motivé par un désir de représailles envers Jobin,.

## Covid-19
Lors de la pandémie de Covid-19 au Québec, la station est accusée de participer à la diffusion de désinformation sur la pandémie de Covid-19 en invitant des théoriciens du complot tel que Alexis Cossette-Trudel, Lucie Laurier et Ken Pereira,,,,. Le député solidaire, Sol Zanetti, affirme même que « Radio X fait carrément de l’obstruction à la santé publique ». Le journaliste François Bourque affirme pour sa part qu’aucun animateur de CHOI n’a invité à la désobéissance civile, ni plaidé ouvertement contre le port du masque, les règles des distanciation physique ou le lavage des mains.
En septembre 2020, Radio X refuse de diffuser une publicité du gouvernement du Québec pour répliquer au discours des complotistes de la pandémie. À la suite de ce refus, l’administration de la Ville de Québec prend la décision de ne plus acheter de publicité sur cette chaîne. Plusieurs entreprises emboîtent le pas,, dont Hydro-Québec, Desjardins, Pizza Royale, Industrielle Alliance, Uniprix et Qualinet. Par la suite, RNC Média, propriétaire de la station Radio X, met en demeure la Ville de Québec, et demande le retrait des propos diffamatoires tenus à l’encontre de la radio. La chroniqueuse libertarienne Nathalie Elgrably-Lévy suggère par la suite que le boycottage de Radio X serait plutôt une conséquence, non pas d’avoir invité des « conspirationnistes aux propos délirants », mais plutôt d’avoir critiqué la gestion de la crise de la Covid-19 en « questionnant le pouvoir ». En réponse aux accusations de faire la promotion du non-respect des règles sanitaires, la direction de RNC Média rappelle dans un communiqué que des capsules publicitaires mettant en vedette les têtes d’affiche de la station ont même fait la promotion du respect des règles sanitaires.

## Voir également

### Ouvrages
Payette, Dominique (2019). Les brutes et la punaise : Les radios-poubelles, la liberté d’expression et le commerce des injures. Lux éditeur.

### Filmographie
- Victimes de la Radio-Poubelle (2006). Documentaire sur des individus qui ont été harcelés par les animateurs de radio André Arthur et Jeff Fillion sur CHOI-FM. Diffusé dans la série Victimes, sur Canal D.
  - « Victimes de la Radio-Poubelle », Canal D, 2006 ?
  - « Victimes de la Radio-Poubelle », Québec Facho-Watch, 1er janvier 2012.